# PZL M–4 Tarpan
A PZL M–4 Tarpan az 1960-as évek elején a lengyel WSK-Mielec vállalatnál tervezett és gyártott gyakorló és sportrepülőgép volt. Csak két prototípusát építették meg, sorozatban nem gyártották.
 

## Története
Az M–4-t a Lengyel Központi Repülőklub igényeinek megfelelően fejlesztette ki a WSK-Mielec repülőgépgyár. A gép a sorozatban nem gyártott PZL M–2 típuson alapult. Tervezése 1958-ban kezdődött Tadeusz Stępczyk vezetésével, az első prototípus 1960-ban készült el. Az alapváltozat típusjelzése eredetileg M–4P lett volna. A géphez szánt PZL WN–6 motor fejlesztésének csúszása miatt a gép csak 1961. szeptember 7-én hajtotta végre első felszállását SP-PAW lajstromjellel, Tadeusz Gołebiewski berepülőpilótával a fedélzetén.
A prototípus üres tömege nagyobb lett a tervezettnél, 748 kg helyett 890 kg volt. Ezért kisebb módosításokat kellett végrehajtani a terveken. A módosított második prototípus SP-PAK lajstromjellel 1964-ben repült először.
A gép stabilitása és repülési jellemzői jók voltak és műrepülési célokra is alkalmas volt. A sorozatgyártású gépek várható magas költsége miatt a Lengyel Központi Repülőklub azonban elállt a rendeléstől, így a sorozatgyártására nem került sor. Ezzel együtt a géppel párthuzamosan fejlesztett, sorozatgyártásra még nem érett PZL WN–6 motor fejlesztését is leállították.
1965-ben mindkét prototípust átépítették együléses műrepülőgéppé. Ennek során a pilótafülke elülső részéből eltávolították az ülést, a kezelőszerveket és egyéb berendezéseket. Az átépített gépeket az 1966-os moszkvai Műrepülő Világbajnokságon tervezték használni. A berepülésük azonban nem fejeződött be a versenyig. A gépeket később sem használták műrepülésre. A második prototípust a mieleci repülőklub használta. Ez a gép 1971-ben került a krakkói Lengyel Repülési Múzeumhoz, ahol jelenleg is ki van állítva.
 

## Műszaki jellemzői
Hagyományos elrendezésű, teljesen fémépítésű, alsószárnyas repülőgép. Törzse félhéj-szerkezet. A szárnyak szabadonhordóak, trapéz alaprajzúak. Az eredeti gépeken a pilótafülke kétszemélyes. Elöl a növendék, hátul az oktató ülése található. A nagyméretű plexi kabintető jó kilátást biztosított. Tricikli elrendezésű futóműve behúzható, az orrfutó a törzsbe, a főfutók a szárnyba. A WN–6 típusú hathengeres, léghűtéses boxermotor kéttollú fa légcsavart hajtott. Összesen 140 literes üzemanyagtartályai a szárnyakban kaptak helyet.

## Műszaki adatai

### Tömeg- és méretadatok
- Fesztáv: 8,85 m
- Hossz: 7,35 m
- Szárnyfelület: 11,79 m²
- Magasság: 2,61 m
- Üres tömeg: 888 kg
- Legnagyobb felszállótömeg: 1200 kg

### Motor
- Motor típusa: PZL WN–6B hathengeres léghűtéses boxermotor
- Motorok száma: 1 db
- Maximális teljesítmény: 143 kW (195 LE)

### Repülési adatok
- Legnagyobb sebesség: 300 km/h
- Gazdaságos utazósebesség: 260 km/h
- Szolgálati csúcsmagasság: 4400 m
- Emelkedőképesség: 4,2 m/s
- Hatótávolság: 750 km
- Átesési sebesség: 101 km/h
- Szárny felületi terhelése: 102 kg/m²

## Külső hivatkozások
- A PZL M–4 Tarpan a Lengyel Repülési Múzeum honlapján (angolul)